# 沙港水库
沙港水库是中国湖北省荆州市江陵县境内的一座水库，建于1980年。水库正常库容为775万立方米，集雨面积为12.78平方千米，海拔为69.5米。